# Hose-langur
A Hose-langur (Presbytis hosei) a cerkóffélék (Cercopithecidae) családján belül a karcsúmajomformák (Colobinae) alcsaládjába tartozó Presbytis nem egyik faja.

## Előfordulása
Borneó politikai megosztottsága miatt három ország (Brunei, Indonézia és Malajzia) területén honos.

## Megjelenése
A hose-langur szőre szürke, az arca rózsaszín. Testhossza a farok nélkül 48–56 cm, farokhossza 65–84 cm. A hímek testtömege 6–7 kg, a nőstények testtömege 5.5–6 kg.

## Életmódja
Nappal aktív. A csapat 6-8 állatból áll. Tápláléka gyümölcsök, magvak, virágok, madártojások és madarak.

## Szaporodása
A hose-langurnak egy kölyke van. Az elválasztásra 1 évesen kerül sor.

## Természetvédelmi állapota
Vadászata és az élőhelyének csökkenése fenyegeti. Az IUCN vörös listáján a sebezhető kategóriában szerepel.